# Cantone di Pavilly
Il Cantone di Pavilly era una divisione amministrativa dell'arrondissement di Rouen.
È stato soppresso a seguito della riforma complessiva dei cantoni del 2014, che è entrata in vigore con le elezioni dipartimentali del 2015.
Comprendeva i comuni di
- Barentin
- Beautot
- Betteville
- Blacqueville
- Bouville
- Butot
- Carville-la-Folletière
- Croix-Mare
- Écalles-Alix
- Émanville
- La Folletière
- Fresquiennes
- Fréville
- Goupillières
- Gueutteville
- Limésy
- Mesnil-Panneville
- Mont-de-l'If
- Pavilly
- Sainte-Austreberthe
- Saint-Ouen-du-Breuil
- Villers-Écalles